# ARM StrongARM

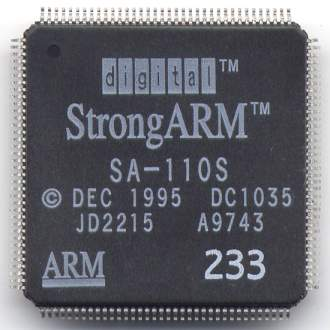
StrongARM von DEC

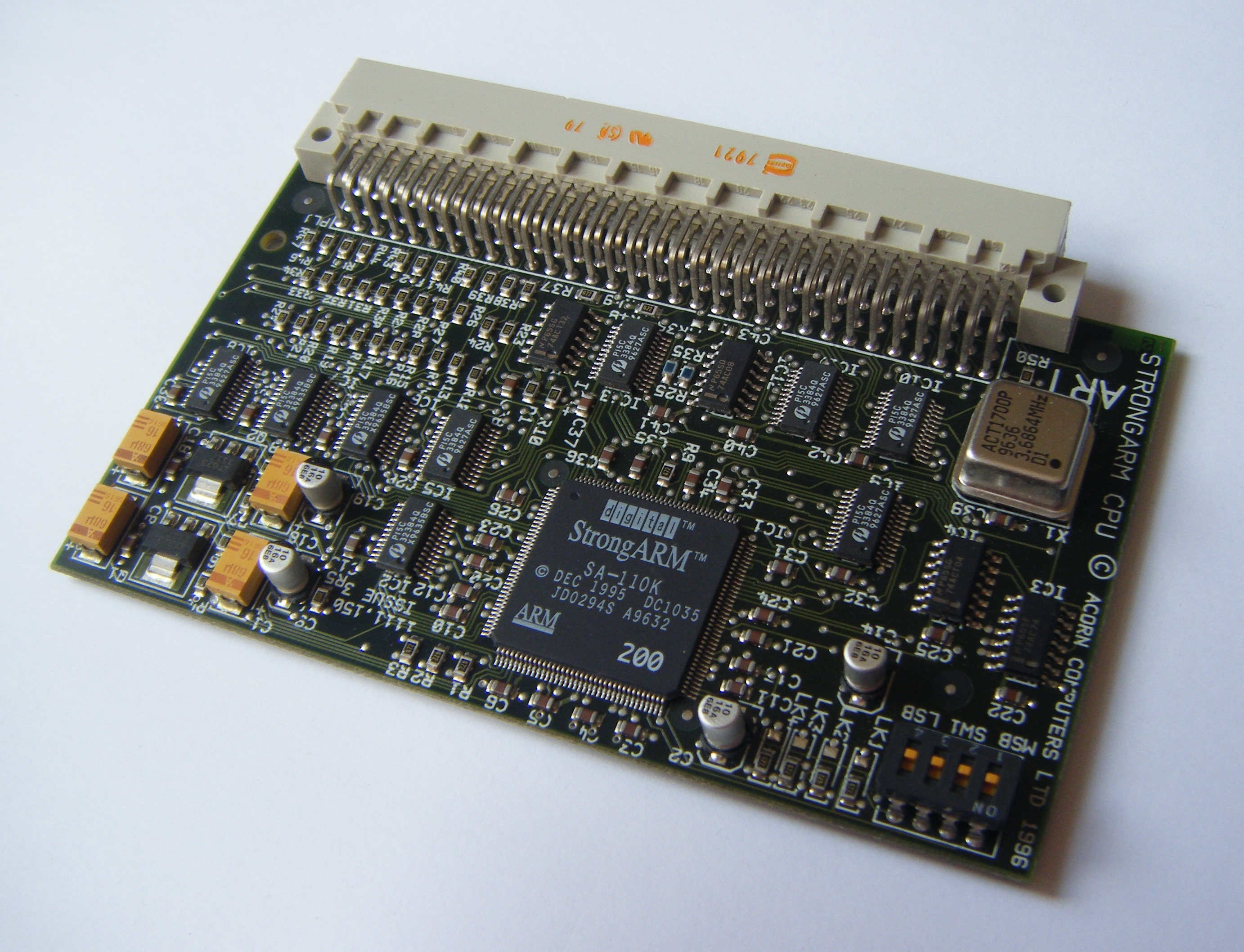
CPU-Karte Acorn ART10 202 MHz mit StrongARM für den Risc PC

StrongARM ist ein Mikroprozessor auf Basis der ARM-Architektur. Der Prozessor wurde gemeinsam von Digital Equipment Corporation (DEC) und ARM Limited entwickelt. Nachdem Intel den Teil Chipdesign von DEC gekauft hatte, hat Intel später auch den StrongARM von ARM lizenziert. Nachfolgend hat Intel den eigenen Prozessor-Kern XScale auf Basis der ARM-Architektur entwickelt.
1995 war die erste Version des StrongARM SA-100 fertig und erlaubte durch seinen Stromsparmodus im Newton 2100 vergleichsweise längere Akkulaufzeiten. Dazu verfügt der Nachfolger SA-1110 über eine LCD-Schnittstelle, eine MCP-Audio/Touchscreen-Schnittstelle, PCMCIA-Unterstützung, IrDA, USB und DMA-Controller. Der StrongARM-Mikroprozessor kam häufig in ersten PDAs wie dem Newton, den Pocket PCs oder dem Sharp Zaurus SL 5500 zum Einsatz.
Der StrongARM verfügt über einen ARMv4-Kern und getrennte Caches für Daten und Instruktionen, ähnlich der Motorola-68000-Familie.
Der StrongARM kam auch in dem experimentellen Amateurfunk-Satellit AMSAT OSCAR 40 zum Einsatz.

## Software-Unterstützung
Linux, eCos, NetBSD, OpenBSD, Windows CE, RISC OS, QNX und VxWorks unterstützen den StrongARM-Prozessor.